# Secacah
Secaca (səkākā) es una ciudad mencionada en la Biblia hebrea o Antiguo Testamento, así como en los Rollos del Mar Muerto. La ciudad estaba situada en el desierto de Judá, también conocida como el Desierto de Judea, y es generalmente identificada con el sitio arqueológico de Qumrán (Jirbet Qumrán o Ruinas de Qumrán).

## Antiguo nombre
El topónimo Secaca se deriva de la raíz סכך, lo que significa ya sea "cerrado" o "cubrir" (posiblemente en referencia a un área sombreada). La variación en la ortografía del nombre del lugar, סככה en la Biblia hebrea contra סככא en el Rollo de Cobre, refleja un fenómeno ortográfico visto en frases que aparecen textos hebreo tardíos en los cuales la letra “hey” (ה ) es reemplazada por la “alef”(א). En las versiones griegas de la Biblia hebrea, Secaca se transcribe como Σοχοχα en el Códice Alejandrino (Codex Alexandrinus), pero está escrito en Aιχιoζa en el Codex Vaticanus. En esta última fuente (LXX-B), sin embargo, el nombre de lugar que aparece en el libro de Josué 15:61-62 parece haber sido dañado.

## Las referencias en la Biblia y en las fuentes post-bíblicas
Secaca se menciona en la Biblia hebrea, Josué 15:61, como parte de los territorios pertenecientes a Tribu de Judá. Se cree comúnmente que la lista de ciudades que aparece en Josué 15 refleja un documento administrativo que se originó durante el reino de Judá. En esta lista que data de la Edad del Hierro se divide el reino en cuatro regiones: la Shefela, el Neguev, el desierto, y las tierras altas; Secaca aparece en el desierto junto con la Ciudad de la Sal y la ciudad más conocida de Ein Guedi. Aunque Secaca se enumera solamente una vez en la Biblia hebrea, se menciona varias veces en el Rollo de Cobre (3Q15 4-5), en referencia a los escondites de los tesoros mencionados en este documento. La descripción de Secaca incluye una presa y un acueducto (3Q15 4:13 y 5:1-3) y asocia el lugar con Jericó (3Q15 5:13).

## Localización e identificación
La ciudad de Secaca aparece en la lista junto con seis otras ciudades y asentamientos relacionados, en el desierto de Judá (Josué. 15:61-62), situada en la ribera occidental del mar Muerto. Frank Moore Cross Jr. y Jósef Milik, identificaron a  Secaca con el  sitio arqueológico de Jirbet es-Samrah en el Bakaa, un valle en el desierto de Judea. Para esta identificación se basaron en el hecho de que la Edad de Hierro, es-Samrah era un asentamiento que estaba en la misma área que el Secaca (en el desierto de Judá). John Marco Allegro, sin embargo, identificado Jirbet Qumrán (cerca del Bakaa) con Secaca. A pesar de que es más famoso por ser el sitio arqueológico donde los Rollos del Mar Muerto fueron descubiertos, las excavaciones han revelado que Qumrán fue habitada inicialmente durante el Edad de Hierro. De la Edad de Hierro se excavó allí un sello con la inscripción lmlk. Además, el sistema de agua en Qumrán, que data de los comienzos del periodo romano, es coherente con la descripción de Secaca que aparece en el Rollo de Cobre.